# Schachtförderanlage

Schema einer Schachtförderanlage

Eine Schachtförderanlage ist eine im Bergbau eingesetzte Förderanlage, die auf die Bewegung großer Lasten über größere saigere (vertikale) Distanzen in den Schächten von Bergwerken ausgelegt ist. In Bezug auf ihre Arbeitsweise zählen Schachtförderanlagen in der Fördertechnik zu den Unstetigförderern. Damit ähneln sie prinzipiell den Aufzugsanlagen. Schachtförderanlagen spielen eine wichtige Rolle im Fördersystem eines Bergwerks. Sie dienen, je nach Verwendungszweck, entweder zur Produktenförderung und / oder zur Beförderung von Personen, die im Bergbau als Seilfahrt bezeichnet wird.

## Grundlagen
Sollen im Tiefbau Lasten aus dem Grubengebäude heraus oder hinein gefördert werden, benötigt man dort eine Schachtförderanlage. Je nach Förderzweck unterscheidet man hierbei zwischen Hauptschachtförderanlagen und Nebenschachtförderanlagen. Schachtförderanlagen haben zwar Ähnlichkeiten mit Aufzuganlagen, unterscheiden sich von diesen im Wesentlichen dadurch, dass sie in ihrer Nutzung nur für einen beschränkten Personenkreis zur Verfügung stehen. Je nach Ausbringungsort unterscheidet man zwischen Tagesschachtförderanlagen, bei denen das Fördergut nach über Tage gefördert wird, und Blindschachtförderanlagen, bei denen das Fördergut nur zwischen zwei horizontalen Grubenbauen hin und her gefördert wird. Je nach erforderlicher Förderleistung muss eine Schachtförderanlage unterschiedlich ausgestattet sein. Dabei müssen die technischen Einrichtungen stets so dimensioniert werden, dass sie den betrieblich auftretenden Beanspruchungen gewachsen sind. Hierbei muss die Schachtförderanlage so konstruiert sein, dass sie ein günstiges Verhältnis von Nutzlast zu Totlast hat, um somit eine möglichst große Nutzlast effektiv fördern zu können. Das ist wirtschaftlicher, da eine Erhöhung der Nutzlast um 30 Prozent eine doppelt so hohe Erhöhung der Förderleistung bringt, als eine prozentual gleiche Erhöhung der Fördergeschwindigkeit.

## Geschichte
Beim Bergbau im Altertum waren Schachtförderanlagen noch nicht erforderlich, da hier die Gewinnung von Bodenschätzen fast ausschließlich im Tagebau durchgeführt wurde. Dort wo man in einfachen Gruben die Minerale abbaute, füllte man sie in Säcke oder Körbe und ließ sie von Sklaven über Leitern nach oben tragen oder die Arbeiter zogen die Lasten mit den Händen unter Zuhilfenahme von einfachen geflochtenen Seilen nach über Tage. Mit dem Übergang zum Untertagebau wurden dort, wo Schächte nicht nur zur Bewetterung genutzt wurden, erste einfache Schachtförderanlagen erforderlich. Bereits ab dem Jahr 1168 wurden im Freiberger Bergrevier einfache Schachtförderanlagen mit Handhaspel bis zu einer maximalen Teufe von 100 Metern betrieben, mit denen man kleinere Lasten in und aus den Gruben förderte. Gefördert wurde in Bügelschächten mit einem Durchmesser von etwa 1,3 Metern. Ab dem 15. Jahrhundert konnten die Bergleute mit leistungsstärkeren Schachtförderanlagen, die mit einem verbesserten Antrieb in Form des Göpels ausgerüstet waren, aus Teufen von bis zu 250 Metern wesentlich größere Lasten mit zudem höheren Fördergeschwindigkeiten fördern. Neue Schächte wurden im Laufe der Jahrzehnte mit immer größeren Durchmessern geteuft. Eine weitere technische Verbesserung bei den Schachtförderanlagen war die Nutzung der Wasserkraft in Form von Wasserrad-Fördermaschinen. Hiermit konnten Lasten aus einer Teufe von bis zu 550 Metern mit mehr als doppelt so hohen Fördergeschwindigkeiten gefördert werden. Ein weiterer Innovationsschub war der Einsatz der Dampfmaschinen als Antriebsmaschine. Mit diesen Maschinen konnten schwere Lasten aus einer Teufe von 650 Metern mit einer Geschwindigkeit von vier Metern pro Sekunde gefördert werden. Zusätzlich zur technischen Verbesserung der Antriebskomponenten wurde es auch erforderlich, weitere Komponenten der Schachtförderanlagen wie die Fördergerüste, Förderseile und Seilscheiben für die größeren Belastungen auszulegen. Die letzte technische Innovation bei den Antriebsmaschinen war die Einführung der elektrischen Fördermaschinen gegen Ende des 19. Jahrhunderts. Mit Hilfe dieser Maschinen waren nun die Schachtförderanlagen soweit aufgerüstet, dass mit ihnen schwere Lasten aus einer Teufe von mehr als 700 Metern mit einer Geschwindigkeit von bis zu zwölf Metern pro Sekunde durch den Schacht gefördert werden konnten. Im Laufe der Jahre wurden Anlagenkomponenten der Schachtförderanlagen soweit optimiert, dass Grenzgeschwindigkeiten von bis zu 25 Metern pro Sekunde erreicht werden.

## Komponenten von Schachtförderanlagen
Bei der baulichen Ausführung von Schachtförderanlagen bestehen große Unterschiede im Hinblick auf die Dimensionierung und Anordnung ihrer wesentlichen Komponenten. Die wesentlichen Komponenten der Schachtförderanlage sind die Fördermaschine, mit dem Seilträger, die Seilscheiben, das Fördergerüst, das oder die Fördermittel, die Förderseile, die Führungseinrichtungen für die Fördergutträger. Weitere zusätzliche Komponenten sind die Schachtsignalanlage, die Schachtüberwachungsanlage und die Schachtfernsprechanlage. Im Gegensatz zu Aufzugsanlagen werden bei Schachtförderanlagen keine Fangvorrichtungen verwendet.
Die Fördermaschine ist die zentrale Antriebsmaschine der Schachtförderanlage. Sie ist zudem eine der wichtigsten Maschinen einer Schachtanlage. Antriebsenergie für die Fördermaschine ist je nach Größe und erforderlicher Förderleistung entweder die Wasserkraft, die Dampf- oder die elektrische Energie. Fördermaschine und Seilträger bilden eine bauliche Einheit. Als Seilträger gibt es drei verschiedene Arten, die Treibscheibe, die Bobine und die Trommel. Das Fördergerüst dient der Aufnahme der Seilscheiben. Sie sind entsprechend ihren technischen Anforderungen konstruiert und haben unterschiedliche Formen und Höhen. Die Seilscheiben dienen der Richtungsänderung des Förderseils. Das Förderseil dient als Tragmittel für die Fördergutträger und Gegengewichte. Förderseile haben je nach Durchmesser und Material unterschiedliche Tragfähigkeiten. Bei modernen Schachtförderanlagen kommen je nach Anforderung und Nutzung entweder Fördergefäße oder Fördergestelle als Fördergutträger zum Einsatz. Beide Arten von Fördergutträger haben sowohl Vorteile als auch Nachteile. Damit der bzw. die Fördergutträger in der Spur des jeweiligen Schachttrumms bleibt, werden sie über die Schachtführung zwangsgeführt. Die Schachtsignalanlage dient neben der Schachtfernsprechanlage zur Kommunikation zwischen dem Bedienpersonal und dem Fördermaschinist.